# 古董鑑定詐騙
古董鑑定詐騙是一種金光黨類型騙術的大型版，最早出現於1970年代日本，之後傳入古代文物產業發達的韓國和中國大陸，大行其道，至今依然每年有破獲案例。

## 騙術
鑑定詐騙主要瞄準目標是詐騙鑑定費和委託拍賣費，其需要詐騙團體先期投入較大資金裝修和租下一間氣派辦公室，其中要擺設大量虛假古董撐起門面和專業度取信於人，之後廣登廣告等獵物上門，聲稱可以免費鑑定並尋找買主幫人發財。許多家中有老物件的人攜帶東西上門，第一步會先聲稱免費鑑定，之後騙徒故弄玄虛交頭接耳營造出發現不得了的高價文物的假戲，吊起顧客胃口，之後稱此物可能價值不斐要請另一高手大師鑑定但需要自費，多數人會上鉤被騙第一筆鑑定費。數日後大師前來二次鑑定會得出此物是價值數百萬甚至上千萬人民幣，同時賣弄諸多專業文物名詞讓人上當。
接著馬上追問並爭取客戶將此物委託其拍賣，其泡製一些名頭甚高的拍賣會名詞但其中都有暗藏脫罪手腳，例如知名的富比世拍賣，其會聲稱能上「香港富比市秋拍」等一字和前後文名詞差異，讓外行人受騙後將來提告也也能脫罪。此時眾多詐騙成員一擁而上敲邊鼓，將其請入豪華貴賓室上茶上酒，營造客戶是手握珍寶的貴賓，亟欲爭取你將寶物委託拍賣，並給予一個優惠手續費聲稱是總價的3%或任意數字，這就是詐騙的核心階段，被提起虛榮心和發財夢的人心中已有上千萬元的數字，會覺得30多萬手續費是小錢，因而受騙掉入簽下有陷阱的合約。
下一階段可能是詐騙團夥捲款潛逃，但也有較剛硬的作法是真的會象徵性舉辦一「香港富比市秋拍」之類活動，在大飯店租下會場但來賓和金主、主持人都是串通的演員，甚至會請眾多受害人到場充人數，之後拍賣開始只有在一些假拍賣品上台時會有串通者舉牌成交，受害者們的藏品上台時只有人出低於起標價或無人出價最後都流標，當有人提告時可以聲稱確實舉辦了盛大拍賣會自己收費代辦的合約已經完成，流標是運氣問題。
另有一種延伸變形版本為本身也販賣文物，多數是錢幣郵票收藏類針對老年人，並謊稱這些文物買去後一年能增值40%甚至上倍，要客人先買下等一年或幾年後可以安排拍賣獲利，但此種騙術較低劣只要稍有頭腦一想，既然此物增值速度快，那為何不留著自己賺要給我來賺? 稍稍一下就能識破，所以多數針對極低教育者或思想不清的老年人。

## 破解方式
其實此種騙術在訊息發展的今天不難識破，一般人只要有一個心理打底思想，也是古文物從古至今都是一個水深無比的行業，甚至古代宋朝都有制假者假造唐朝或春秋器物，然而其假造物由於處於宋朝所以留下至今也成文物，但必須有極精到的鑑寶者才能看出背後故事，所以要成為鑑寶者必須有畢生投入和專門行業師徒傳承方能練成，但即使如此還是有看走眼時候。因此鑑寶者難尋絕非是路邊貼廣告免費招攬服務之人，凡是容易接觸甚至主動推銷的鑑寶服務都是有問題。
對於古物這一水深極大的行業一般人最好方式就是不要輕易接觸，更不能有憑自己才智能佔到便宜的心態，此種機率可說幾乎是零。同時從古就有十物十假百物有一的說法，換言之從古至今假寶製造行業都是一大生意，流傳於世被稱古物的東西一百件中能有一件真品都算高，所以家中即使有一些看似古物的東西，基本第一心態還是以假看待，別抱有太大想像。只要自身沒有幻想沒有貪念，再大量查證考察對方資歷，識破騙局不難，凡是自稱鑑寶者出現在眼前的大師老師等，必須先花大量管道查證其身份，勿嫌麻煩因為若有志從事古物行業就必須先有認知，此古玩業本身就是無比麻煩無比精細的生意，要想賺此行業利潤沒有想像中簡單。
至於各大行業知名拍賣會都有聯絡方式，可說是極易查證對方所稱之拍賣會是否存在、每屆舉辦日期、合作管道等，若發現是行業內幾乎無人聽聞的市場或是話中稍有小破綻，那基本可以確定是騙局。而家中就算真有百年或數百年物件真品也存在一行情問題，即使確是明朝的一普通茶碗由於其沒有文化價值可能行情價也就一千多人民幣，有時真的春秋時代古銅錢由於其傳世量極大文化價值又低，一枚連百元人民幣都賣不到，與一般人想像中的行情巨價落差甚大，所以「不懂行」也容易被人虛高報價詐騙，所以古物行業水深和竅門極多，一般民眾最好的心態還是以不接觸為原則，更不要有妄想以此致富的心態成為騙徒獵物。

## 參看
- 高價畫作詐騙術
- 民族資產解凍騙局
- 漢斯德拍賣特大詐騙案